# Calle de los Caídos de la División Azul
Calle de los Caídos de la División Azul är en gata i distriktet Chamartín i Madrid, Spanien. Gatan börjar i närheten av metrostationen Duque de Pastrana och sträcker sig, räknat från väst till öst i östsydöstlig riktning, från en punkt där C. de las Platerias går samman med Pl. de Duque de Pastrana till korsningen med C. de José Bardasano Baos. Gatan fortsätter sedan med nytt namn Cta. del Sagrado Corazón.

## Förslag om namnbyte stoppat av Högsta domstolen i Madrid
Under 2017, under Manuela Carmenas mandat som alcaldesa i Madrid (2015-2019), beslutade plenarsessionen i kommunfullmäktige att döpa om upp till 52 gator som hyllade personer kopplade till diktaturen och fascismen. Det röstades fram att gatan vars titel hedrade den spanska volontärdivisionen döptes om till Memorial 11 mars 2004, till minne av offren för bombdåden i Madrid 2004.
Madrids kommunfullmäktige fortsatte att byta namn på flera gator i Madrid med motiveringen att de bröt mot lagen om historiskt minne (Ley de Memoria Histórica de España).
Grupper som var för ett namnbyte krävde att gatukartan över Madrid skulle demokratiseras och fördömde att staden hyllade dem som kämpade tillsammans med nazisttrupper.
Namnbytet av Calle de los Caídos de la División Azul väckte dock motstånd och stoppades i väntan på rättslig behandling. Målet nådde slutligen Högsta domstolen i Madrid (El Tribunal Superior de Justicia de Madrid, TSJM) som i beslut meddelade att namnet på gatan Caídos de la División Azul, som ligger i distriktet Chamartín, skall behållas.
I sin dom nämnde domaren uttryckligen artikel 15 i historiska minneslagen och ansåg att den inte täckte något byte av namn. Namnet hyllar de frivilliga i den spanska divisionen som kämpade mot Sovjetunionen i andra världskriget och syftade på nazismen och inte på Francofascismen.
Den blå divisionen bildades 1941, två år efter slutet av inbördeskriget. Den går därför inte in i perioden för det militära upproret, och inte heller i inbördeskriget, hävdade domaren.